# Denkmalgeschützte Objekte in Wels
In Wels bestehen 195 denkmalgeschützte Objekte. Die unten angeführte Liste führt zu den Listen der einzelnen Stadtteile und gibt die Anzahl der Objekte an.
| Gemeindeliste                        | Objektanzahl |
| ------------------------------------ | ------------ |
| Lichtenegg (Lichtegg und Vogelweide) | 9            |
| Obereisenfeld                        | 0            |
| Pernau                               | 1            |
| Puchberg                             | 2            |
| Untereisenfeld                       | 0            |
| Wels (Innere Stadt und Neustadt)     | 185          |